# Nordheim (Texas)
Pour les articles homonymes, voir Nordheim.
La ville américaine de Nordheim est située dans le comté de DeWitt, dans l’État du Texas. Elle comptait 307 habitants lors du recensement de 2010.

## Source
- (en) Cet article est partiellement ou en totalité issu de l’article de Wikipédia en anglais intitulé « Nordheim, Texas » (voir la liste des auteurs).